# هلستون
latitudeهلستونlongitudeهلستون
هلستون (به انگلیسی: Helston) یک شهرک در بریتانیا است که در کورنوال واقع شده‌است.

## خصوصیات
هلستون ۹٬۷۸۰ نفر جمعیت دارد.

## خواهرخوانده
شهرهای Plougasnou و Sasso Marconi خواهرخوانده‌های هلستون هستند.